# Shining in the Darkness
Shining in the Darkness är ett tv-spel från 1991, släppt till Sega Mega Drive. Det var ett av de första rollspelen som gavs ut till konsolen och också det första i Shining-serien. Spelet släpptes 2007 till Virtual Console och finns även med i Sega Mega Drive Ultimate Collection.
Shining in the Darkness utspelar sig i riket Thornwood, där kungens dotter och huvudkaraktärens far har försvunnit. Samtidigt hotar en ond trollkarl, Dark Sol, riket. Huvudkaraktären måste hitta "the Arms of Light", rädda prinsessan och sin far och stoppa Dark Sol.

### Fotnoter
1. ↑  Release data Arkiverad 4 mars 2010 hämtat från the Wayback Machine., GameFAQs.com.
2. ↑  Game data, IGN.com